# Flavio (singolo)
Flavio è un singolo del cantautore italiano Gazzelle, pubblicato il 19 maggio 2023 come terzo estratto dal quarto album in studio Dentro dall'etichetta Maciste Dischi.

## Descrizione
Il significato del singolo non è altro che un auto-incoraggiamento verso sé stessi, quando si è convinti di non avercela fatta in qualcosa, ma al tempo stesso è tutto il contrario.

## Video musicale
Un videoclip è stato pubblicato tre giorni dopo l'uscita del singolo: rappresenta il cantante che per l'intera durata del video, guarda fisso in telecamera e canta, mentre si trova in altre situazioni.

## Classifiche
| Classifica (2023) | Posizione massima |
| ----------------- | ----------------- |
| Italia            | 63                |

## Riconoscimenti
Videoclip Italia Awards
- 2024 – Candidatura alla migliore scenografia[5]